# Asian Relations Conference

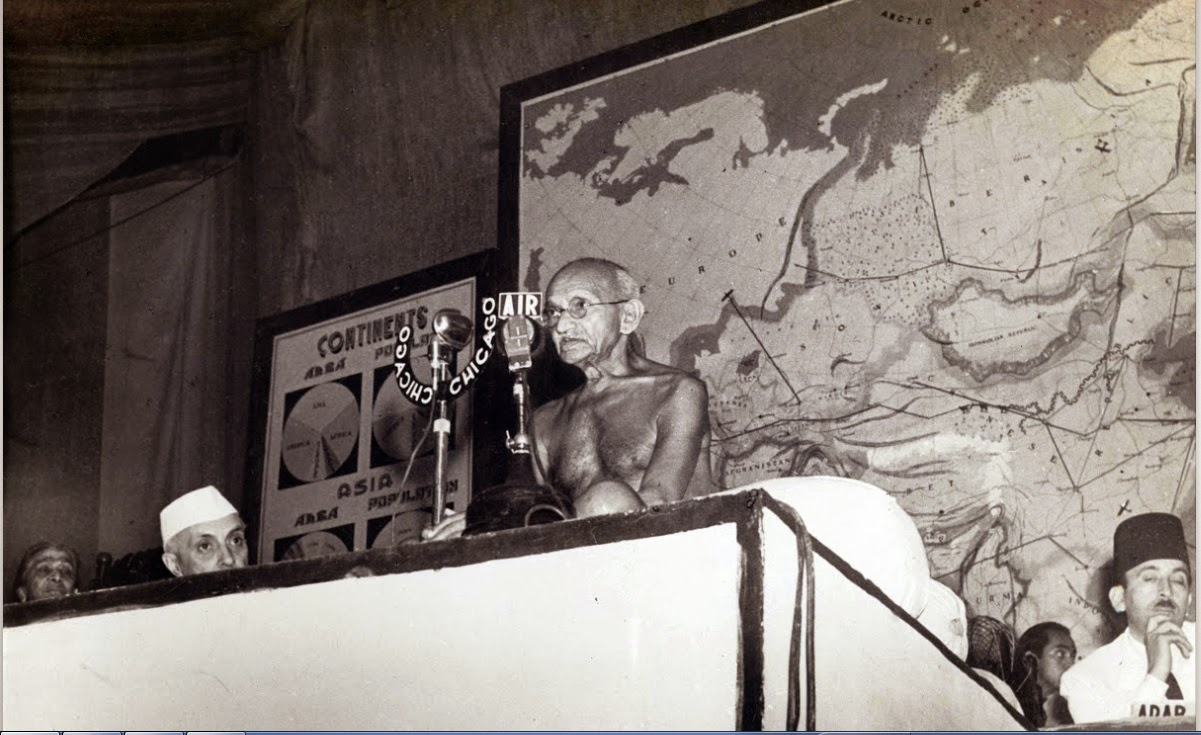
Gandhi hält eine Rede.

Die Asian Relations Conference fand am zwischen dem 23. März und dem 2. April 1947 in Neu-Delhi statt und wurde von dem 1943 gegründeten Indian Council of World Affairs (ICWA) organisiert. Gastgeber war Jawaharlal Nehru, Premierminister der indischen Übergangsregierung. Wenige Monate vor der indischen Unabhängigkeit stellte die Konferenz  erstmals eine Zusammenkunft von Angehörigen asiatischer Unabhängigkeitsbewegungen´ dar.
Sie fand mit dem Ziel statt „die führenden Männer und Frauen [sic!] Asiens zusammenzubringen, um diejenigen Themen zu diskutieren die alle Menschen auf dem Kontinent betreffen, mit dem Schwerpunkt sozialer, wirtschaftlicher und kultureller Themen, mit dem Ziel des gegenseitigem Kontakts und Verständnisses“.
Im Vorfeld der Konferenz wurden Einladungen an zahlreiche nichtstaatliche Organisationen, die ähnliche Ziele wie das ICWA verfolgten. Delegierte aus 26 Ländern nahmen schließlich an der Konferenz teil, zusammen mit Beobachtern aus dem Vereinigten Königreich, der USA und Australien sowie Vertretern der Arabischen Liga und der Vereinten Nationen. Themen waren unter anderem die Verbesserung der Lebensbedingungen in Asien, die Kooperation zwischen Staaten Asiens sowie die Rolle Indiens in Asien und der Welt.
Die offizielle Teilnehmerliste nennt 231 Personen, die sich auf folgende Staaten verteilten (Zahl der Delegierten/Zahl der Beobachter):
- Armenische SSR (2/0)
- Afghanistan (5/2)
- Aserbaidschanische SSR (2/0)
- Bhutan (0/2)
- Birma (15/4)
- Ceylon (13/5)
- Cochinchina (1/0)[4]
- China (8/1)
- Ägypten (3/2)
- Georgische SSR (2/0)
- Britisch-Indien (49/6)
- Indonesien (15/6)
- Iran (3/3)
- Kambodscha (1/0)[4]
- Kasachische SSR (2/0)
- Kirgisische SSR (1/0)
- Korea (3/0)[5]
- Laos (1/0)[4]
- Malaiische Union (14/0)
- Mongolei (2/1)
- Nepal (5/3)
- Völkerbundsmandat für Palästina (10/0)[6]
- Philippinen (6/0)
- Siam (2/2)
- Tadschikische SSR (2/0)
- Tibet (4/0)
- Türkei (0/1)
- Turkmenische SSR (1/0)
- Usbekische SSR (2/0)
- Demokratische Republik Vietnam (3/0)

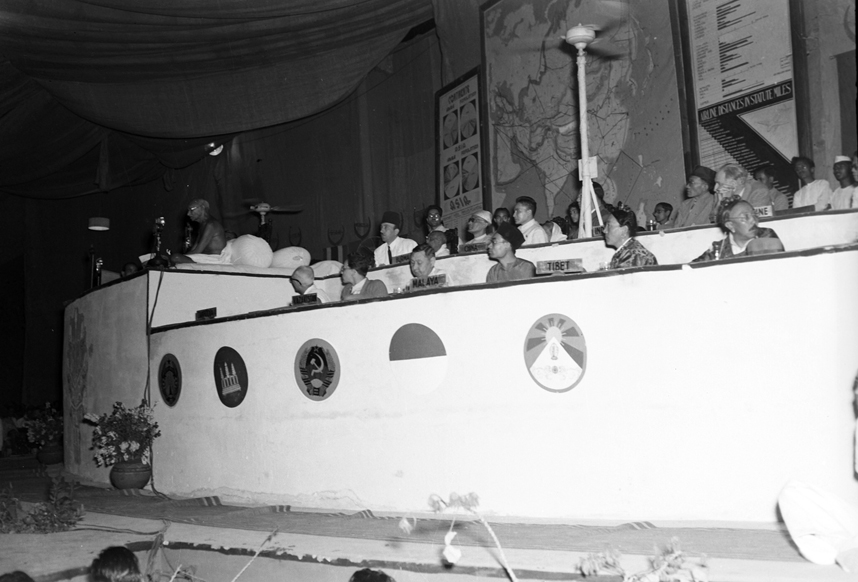
Delegierte der Staaten Asiens. Die Asian Relations Conference war eine der wenigen Anlässe, auf denen der tibetische Staat international in Erscheinung trat.

Seit 2009 finden, ebenfalls durch das ICWA und das 1996 gegründete Institute of Peace and Conflict Studies organisiert, wieder jährliche Asian Relations Conferences statt, die in der Tradition der Veranstaltung von 1947 stehen.